# Sparkassen-Planetarium Augsburg

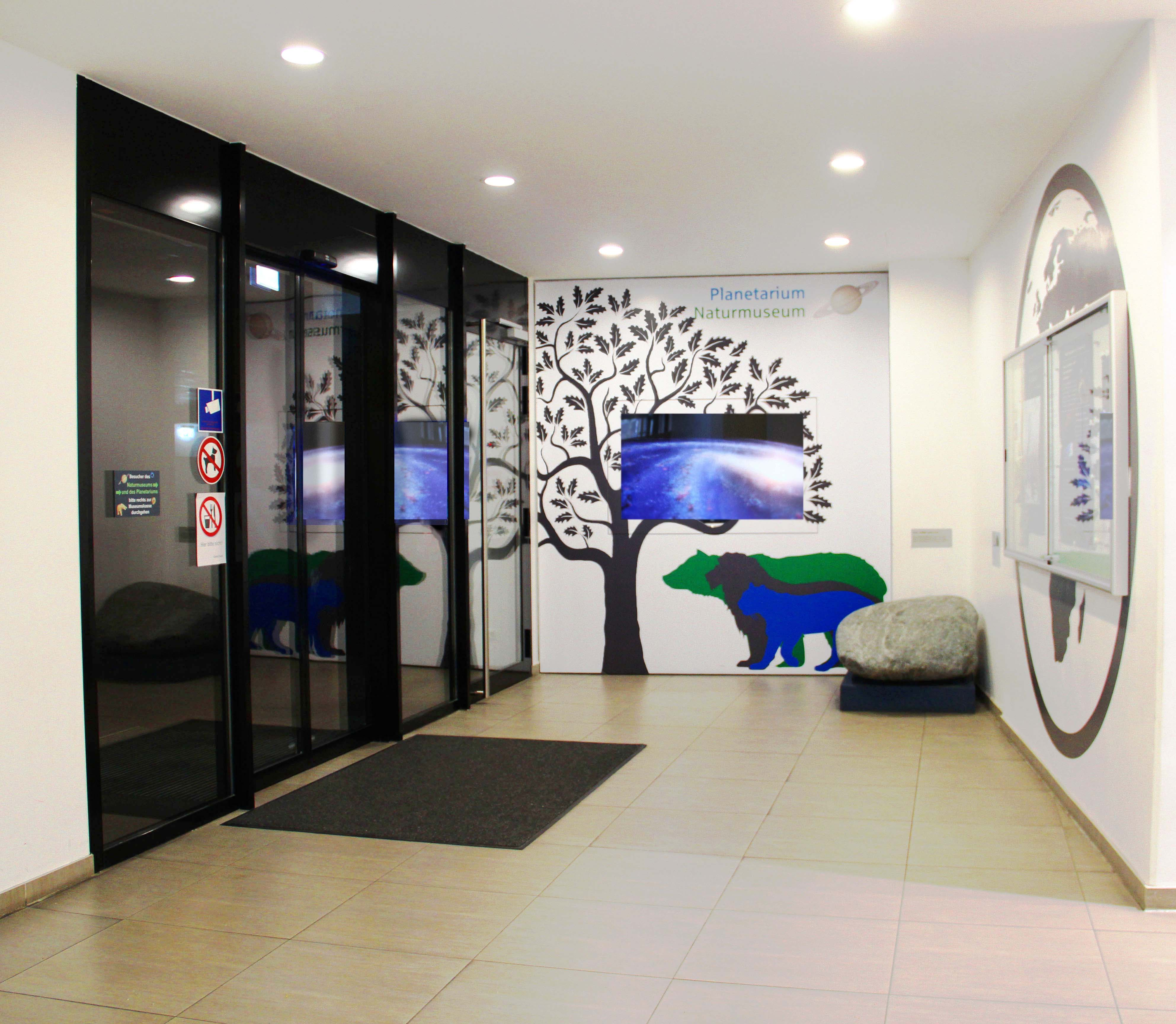
Eingangsbereich

Das Sparkassen-Planetarium ist ein Planetarium in der Augsburger Innenstadt, das 1985 zum 2000-jährigen Bestehen der Stadt Augsburg als eine Stiftung der Stadtsparkasse ins Leben gerufen wurde und 1989 seinen Betrieb aufnahm.

## Allgemeine Informationen

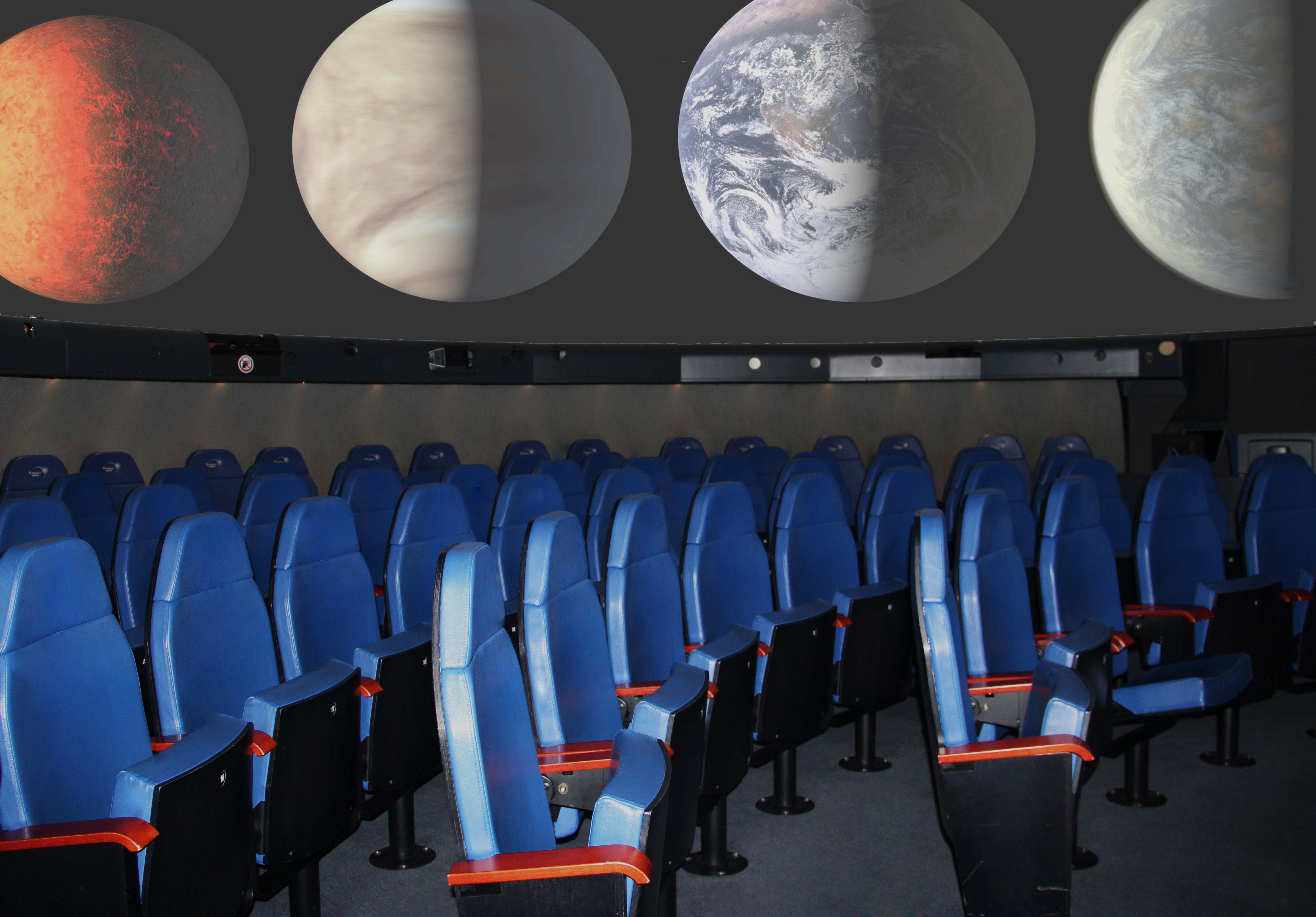
Kuppelsaal

Im klimatisierten, 10 Meter durchmessenden Kuppelsaal des Augsburger Planetariums können die Besucher neben einem naturgetreuen Sternenhimmel virtuelle Reisen durch das All unternehmen. Text, Bild und Musik führen in Astronomie und Raumfahrt ein.
Die Möglichkeiten der Darstellung umfassen das gesamte Universum, damit auch Sonne und Mond und die Planeten sowie die etwa 5.000 mit bloßem Auge erkennbaren Sterne. Man kann die Drehung der Erde, den Jahreslauf, den Mondlauf, Sternbildfiguren oder Kometen und Meteore sowie Reisen zu Sternen, Gasnebeln und durch unsere Heimatgalaxis erleben.
Verschiedene Programme für Kinder und Erwachsene führen auch in die Erforschung und Entdeckung des Weltalls, in die Raumfahrt und Geowissenschaften ein. Virtuelle Reisen auf der Erde und durchs All sowie Exkursionen in den Mikrokosmos sind Höhepunkte der Vorstellungen.
Öffentliche Veranstaltungen für Erwachsene und Familien dauern ca. 65 Minuten. Dabei unterteilt sich das Programm jeweils in einen Hauptfilm und einen live moderierten Sternhimmelteil, in dem die Dozenten interessante Details zu Sternbildern, Mythen oder astronomischen Phänomenen erläutern. Daneben gibt es auch spezielle Vorstellungen zu besonderen Themen, die komplett live moderiert werden – beispielsweise in „Sternenhimmel aktuell“, „Sagen und Mythen“ oder „Kids Night“ werden aktuelle Wissensinhalte alters- und zielgruppengerecht behandelt und Fragen des Publikums geklärt.
Zu öffentlichen Vorführungen, die täglich von Dienstag bis Sonntag stattfinden, wird empfohlen, telefonisch zu reservieren oder im Vorverkauf an der Kasse oder online rechtzeitig Tickets zu kaufen.
Das Planetarium hat einen dreimonatlich, also quartalsweise wechselnden Veranstaltungsplan, der auf der Webseite des Planetariums eingesehen und heruntergeladen werden kann – sowie als Programmflyer im Haus, der Touristen-Information und weiteren Orten gedruckt ausliegt. Darin sind die genauen Zeiten der Veranstaltungen sowie Preise und Informationen über die Inhalte der Vorstellungen enthalten und eine Empfehlung, ob sie für Kinder, Jugendliche oder Erwachsene geeignet sind.
Das Planetarium ist außerdem Veranstaltungsort für kulturelle Events, wie beispielsweise die Aufführung von Konzerten, Lesungen, Vorträgen, Hörspielen und Theatereinlagen. Auch bei der Langen Kunstnacht, dem Augsburger Hohen Friedensfest und ähnlichen kulturellen Veranstaltungen ist das Sparkassen-Planetarium beteiligt.
Neben den öffentlichen Veranstaltungen ist das Planetarium als bildende Einrichtung besonders aktiv im Bereich der außerschulischen Bildung. An den Wochentagen bietet es vormittags bis zu drei Vorstellungen für Kindergärten und Schulklassen an, deren Inhalte auf die jeweiligen Lehrpläne abgestimmt werden.
Darüber hinaus kann das Planetarium inklusive der Programme für private und geschäftliche Veranstaltungen gebucht werden.
So finden neben Firmenfeiern und Fortbildungen im S-Planetarium auch Geburtstage und Heiratsanträge unter dem Sternenzelt statt.
Auf der Webseite des Planetariums finden sich zu den Veranstaltungen detaillierte Inhaltsbeschreibungen.

## Geschichte
Die erste öffentliche Veranstaltung des Sparkassen-Planetariums fand am 22. Februar 1989 statt. Das Planetarium befindet sich seither im Naturmuseum Augsburg. Es zeigte bis 2008 einen naturgetreuen Sternenhimmel mit Hilfe eines Sternen-Projektors der Firma Zeiss in der Kuppel.
Im Jahr 2008 fand ein Umbau zur Full-Dome-Video-Anlage (siehe Technik) statt. 2011 ging der bisherige Leiter des Planetariums Holger Haug in Rente. Sein bisheriger Stellvertreter Gerhard Cerny übernahm die Leitung und wird seit 2012 durch Ines Kaiser-Bischoff (wissenschaftliche Mitarbeit) und Jessica Treffler (künstlerische Projektleitung) unterstützt. 2022 hat Markus Steblei als Nachfolger von Gerhard Cerny die Leitung des Planetariums übernommen.
Am 22. Februar 2024 wurde der 35. Geburtstag mit verschiedenen Shows gefeiert.

## Technik
1989 bis 2008 war ein optomechanischer Sternenprojektor vom Typ M1015A der Firma Carl Zeiss Oberkochen im Einsatz, der manuell und per Computer gesteuert werden konnte. Außerdem wurden kuppelfüllende Bilder mit 30 Diaprojektoren erzeugt: Ein Panorama-System mit 12 Diaprojektoren und 12 Allsky-Projektoren für eine überblendbare 360-Grad-Projektion, 4 Überblendprojektoren, zwei Videogroßbildprojektoren, diverse Effektprojektoren und vier Nebelmaschinen. Gesteuert wurden diese von einem Tascam Tonbandgerät mit Zeit- und Steuerspur sowie Tonspur. Später wurden die Steuerbefehle von einem Apple G4 aus über die Dataton-Software programmiert und gestartet. Das Gerät und das zugehörige Steuerpult sind noch funktionsfähig und im Eingangsbereich des Planetariums neben einem maßstäblichen Modell des Sonnensystems ausgestellt.
Im August 2008 wurde das Planetarium umgebaut und auf eine Ganzkuppel-Video-Anlage umgerüstet. Diese ermöglicht ein kuppelfüllendes Bewegtbild mit Hilfe von sieben Videoprojektoren. Seit September 2008 wird nun durch eine Rechneranlage mit der Software DigitalSky 2 der Firma Sky-Skan nicht nur ein künstlicher Sternenhimmel erzeugt, sondern auch ein 3-dimensionales Abbild des Universums. Dadurch werden Reisen zu bestimmten Himmelsobjekten auch außerhalb von vorgefertigten Programmen und Filmen möglich. Mit dieser Technik wurde das Planetarium zum damaligen Zeitpunkt das modernste Planetarium Süddeutschlands.
Neben den live gesteuerten Sequenzen werden auch fertige Fulldome-Filmproduktionen gezeigt, die aus 3D-Animationen und Videoaufnahmen bestehen. Diese Technik wird auch als immersives Theater bezeichnet. Es entsteht das Gefühl, sich mitten im Geschehen zu befinden, und gerade bei (Kamera-)Fahrten durch räumliche Darstellungen kann der Eindruck entstehen, dass sich der Zuschauer selbst bewegt.
Im August 2018 wurden die 7 HD-Projektoren durch 2 neue 4K-Laser-Projektoren mit HemiStar Optiken ersetzt. Gestochen scharfe Videoanimationen in 4K begeistern ab jetzt das Publikum. Damit dies ruckelfrei und reibungslos funktioniert, ist die Rechneranlage auch auf den neuesten Stand gebracht worden. Die Software wurde ergänzt durch das neue Sky-Skan DigitalSky Dark Matter, das unter anderem Online-Zugriff auf aktuelle astronomische Datenbanken erlaubt und eine noch flexiblere Live-Bedienung ermöglicht.